# Jan Hoogervorst

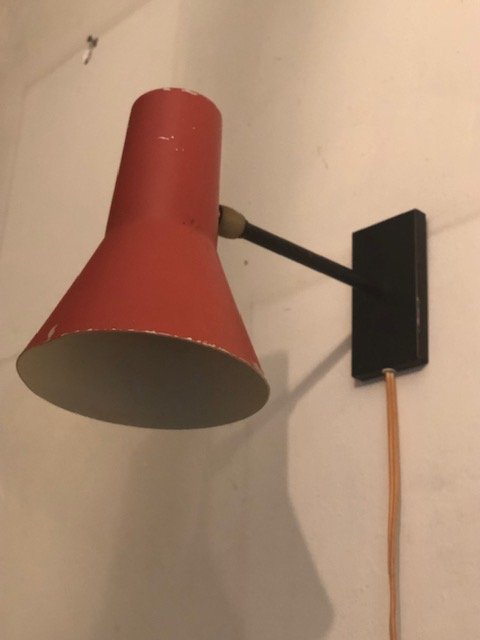
Origineel wandlampje uit 1955 voor ANVIA

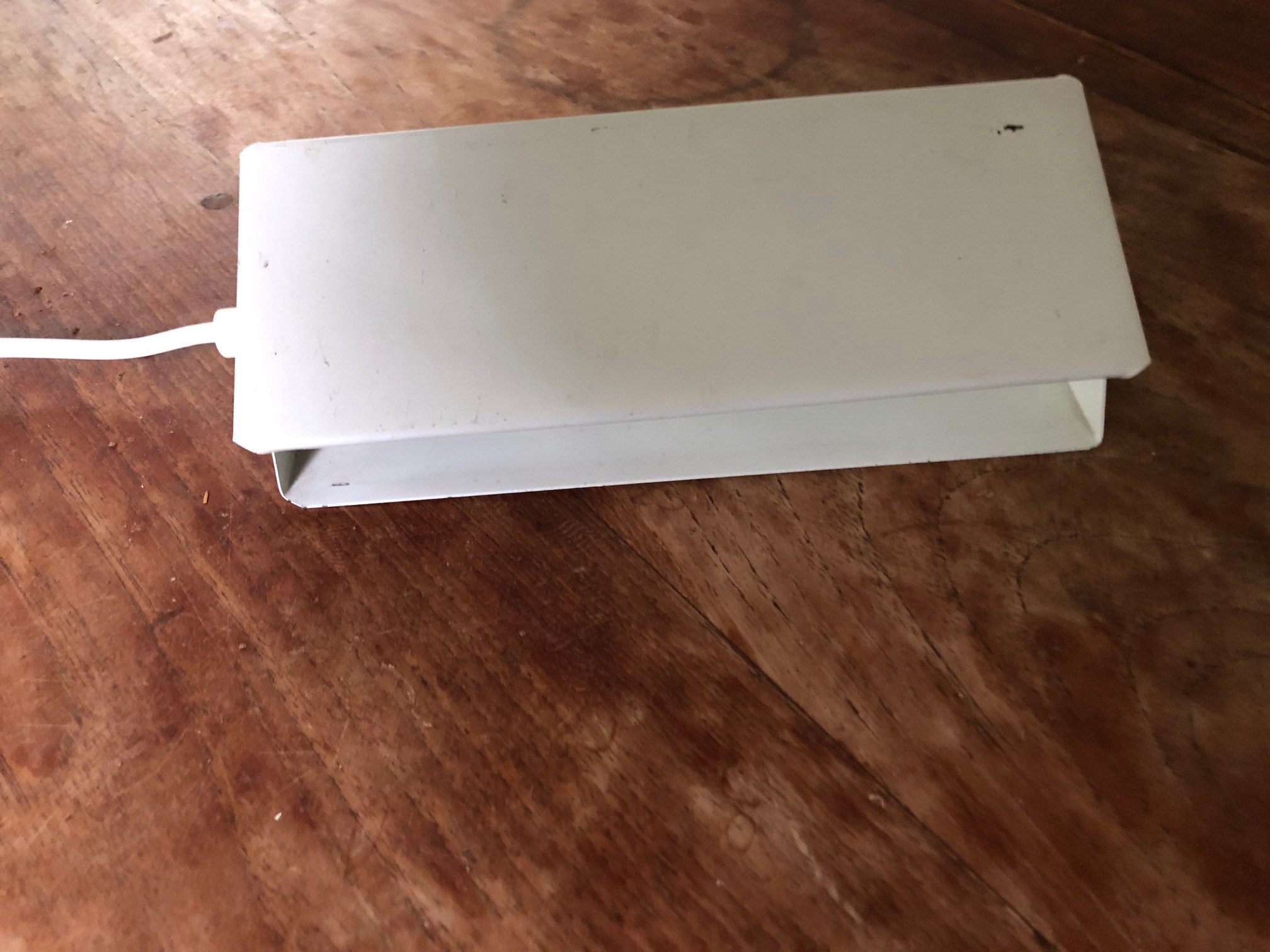
driehoekig bedlampje uit jaren zestig voor ANVIA

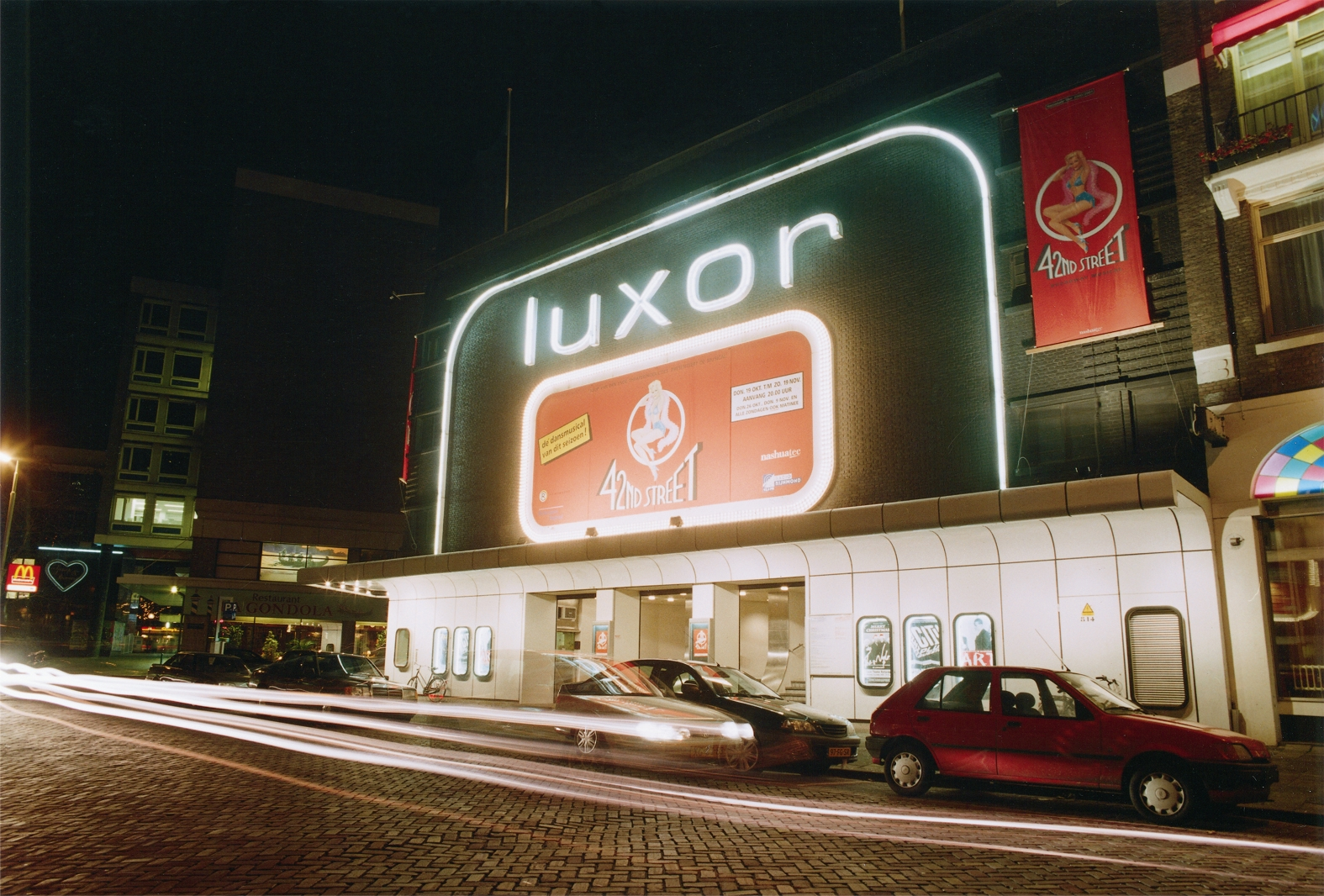
Gevel Luxor Theater Rotterdam

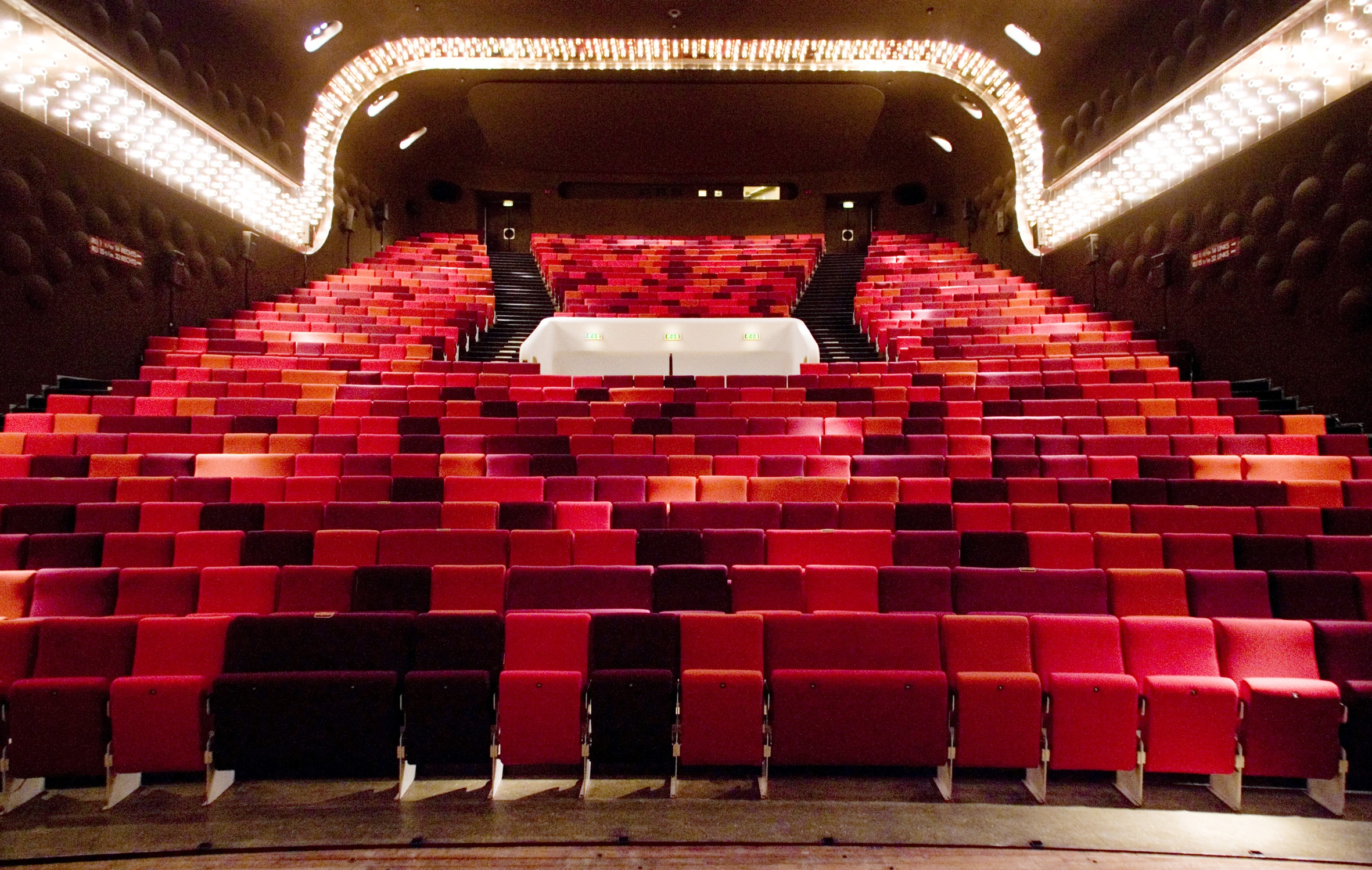
interieur Luxor Theater Rotterdam

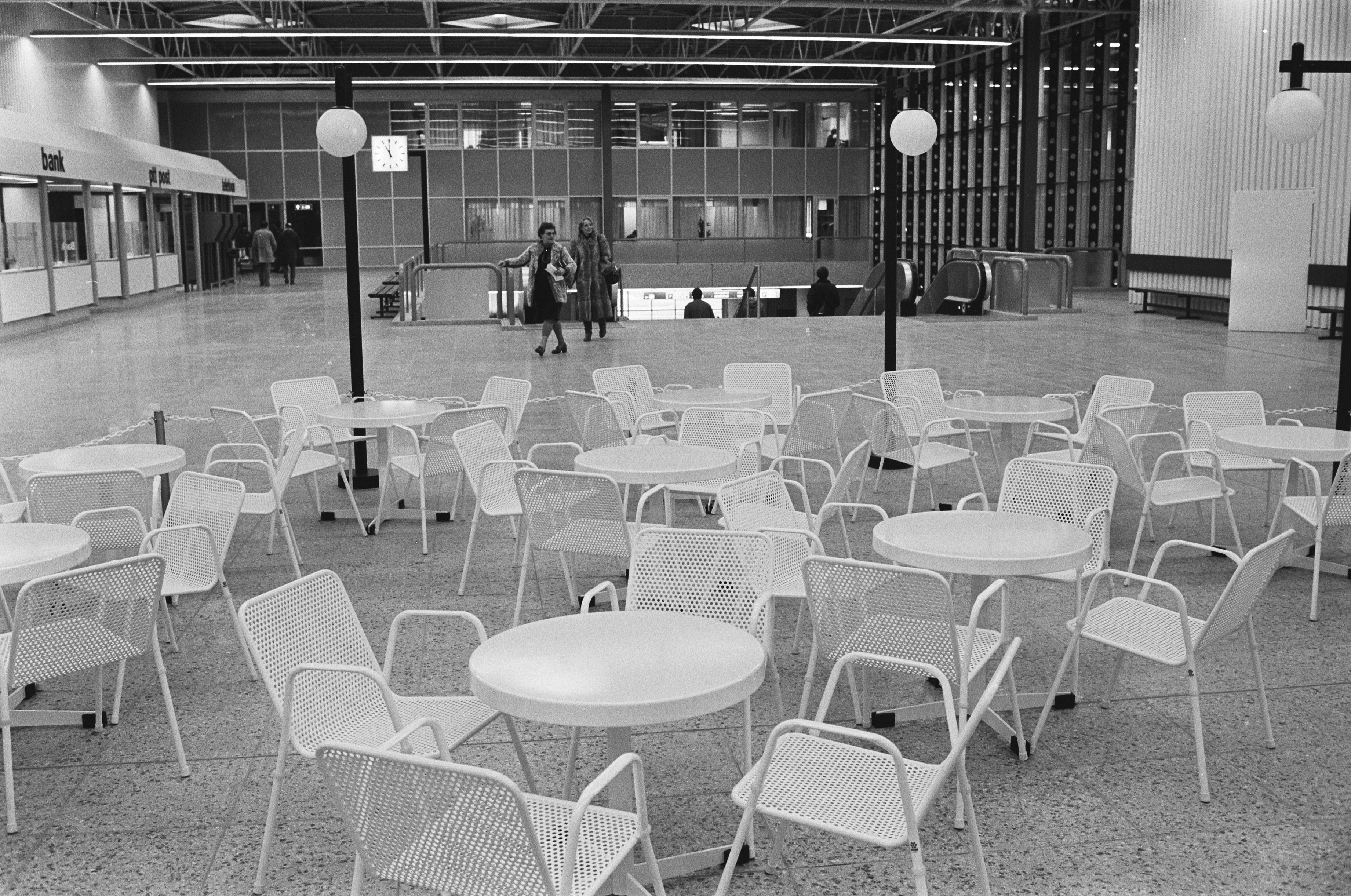
Interieur RAI met lamparmaturen van Hoogervorst

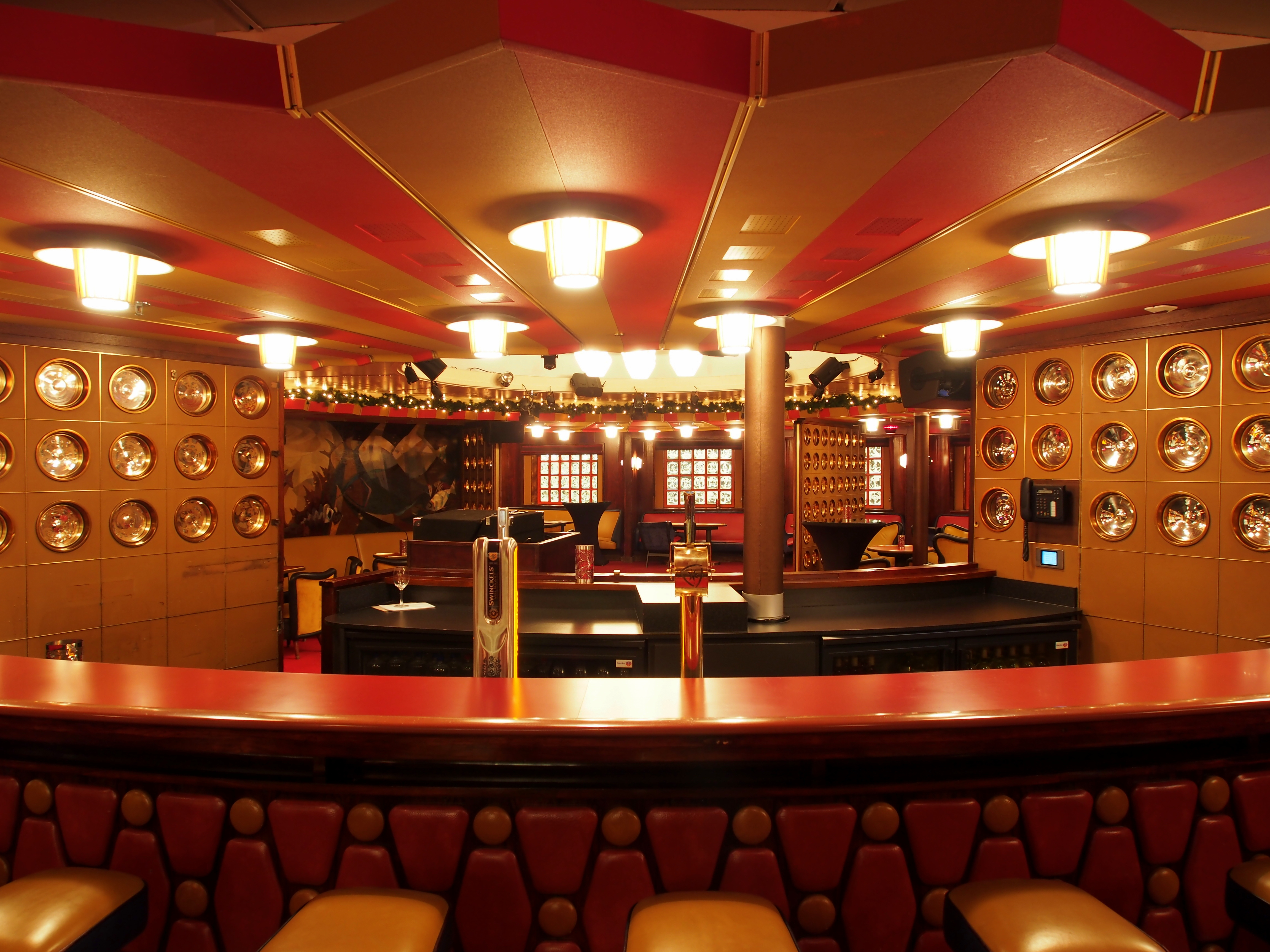
Wandlampen uit 1968 in lounge van de SS Rotterdam van de Holland Amerika Lijn

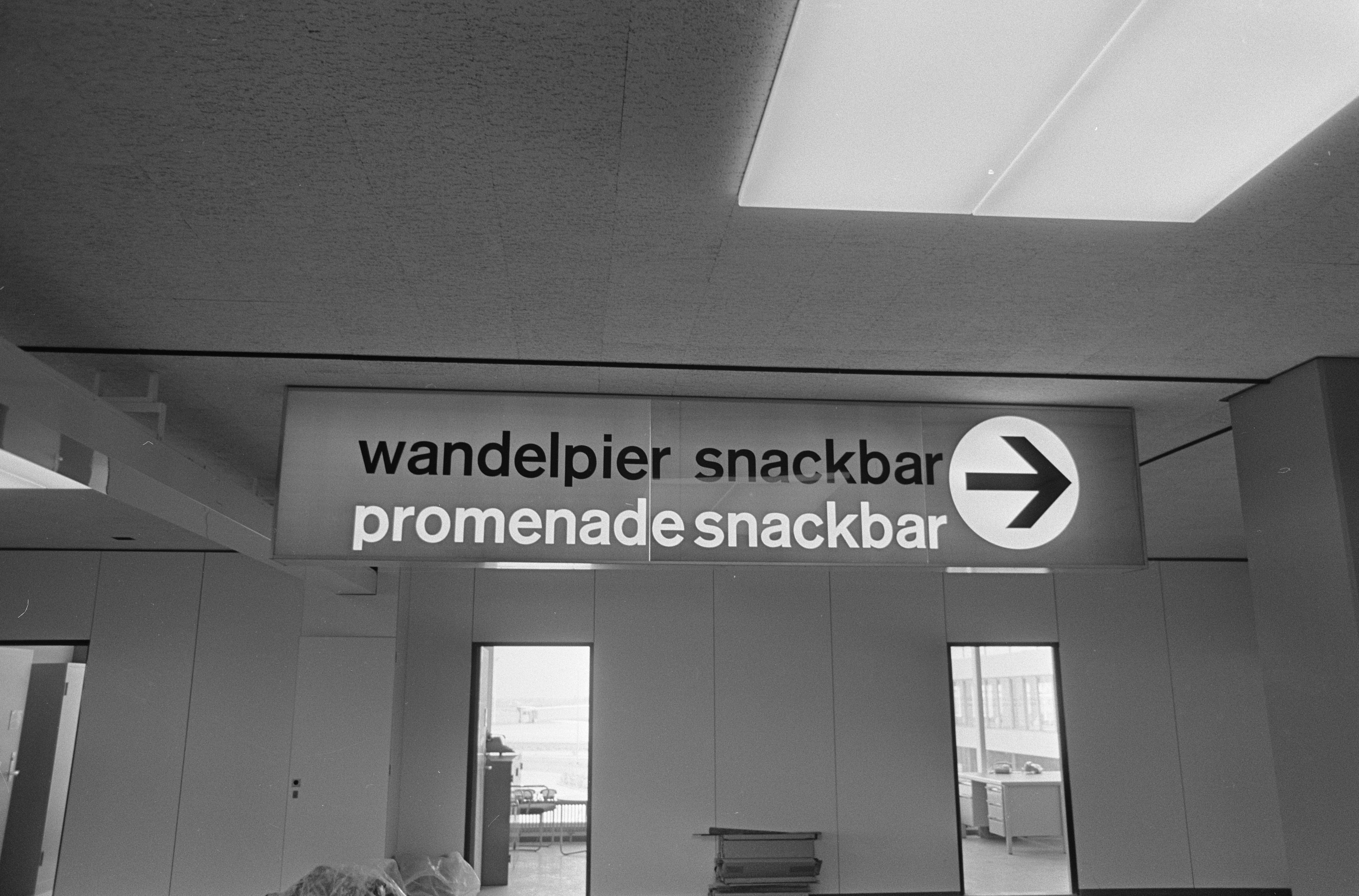
verlicht passagiersaanduidingsarmatuur, Schiphol 1968

Johannes Joseph Maria (Jan) Hoogervorst (Alkmaar, 14 april 1918 – Gorssel, 28 september 1982) was een Nederlandse kunstschilder en industrieel ontwerper die vooral bekend is geworden door zijn vele lampontwerpen en verlichtingsontwerpen die hij liet uitvoeren door het bedrijf ANVIA als ook via zijn eigen ontwerpbureau Interdesign.

## Jeugd en beginjaren
Hoogervorst groeide op in een gezin met één zusje. Zijn vader was voor de oorlog werkzaam als beroepsmilitair en werkte na de oorlog in de bouwwereld als uitvoerder/projectleider. Door de slechte economische omstandigheden gedwongen besloot het gezin na de oorlog naar Canada te emigreren, maar hun inmiddels volwassen zoon besloot uiteindelijk niet mee te gaan. Hij was actief geworden als handwerksman en had zich als autodidact verder bekwaamd in het ontwerpen van meubilair, het inrichten van interieurs en het ontwerpen van lamparmaturen. 
Omdat Hoogervorst goed kon tekenen en aquarelleren had hij zich na zijn middelbare school aangesloten bij de kunstenaar Kees Verwey uit Haarlem die hem verder onderrichte in tekenen en schilderen. Hij ging behalve schilderijen en tekeningen maken ook in opdracht werken en maakte aquarellen voor catalogi van meubelontwerpers. Dit leidde ertoe dat hij geen kunstschilder bleef, maar zich uiteindelijk ging richten op het  ontwerpen van interieurverlichting voor publieke ruimtes, zoals kerken, gemeentehuizen, theaters, bioscopen, etc. Hij werkte nauw samen met bekende binnenhuisarchitecten als Carel Wirtz en Kho Liang Ie voor wie hij vele armaturen voor het toen 'Nieuwe Schiphol' heeft ontworpen. Een aantal van zijn ontwerpen is te zien op de afdeling 'Modern Design' in het Rijksmuseum Amsterdam. Beroemd is de nog steeds in gebruik zijn zaalverlichting van het oude Luxortheater in Rotterdam aan de Kruiskade. Intussen bleef Hoogervorst zijn lampontwerpen creëren voor de ANVIA-collectie in Almelo. De productie van deze ontwerpen is een aantal jaar geleden weer opgestart en op de markt gebracht.  Hij richtte zijn eigen ontwerpbureau Interdesign op en ontwierp meubels en later lampen.

## ANVIA
Begin jaren 50 ontmoette Hoogervorst fabrieksdirecteur Ilse Kaufmann-Liebert, dochter van Max Liebert, de oprichter van de lampenfabriek ANVIA in de Jaarbeurs in Utrecht waar beiden aanwezig waren op een beurs. Max Liebert was voor de oorlog naar Nederland gekomen om zijn fabriek in 1933 voort te zetten in Almelo als ANVIA (Algemene Nederlandse Verlichtings Industrie Almelo). Ilse Kaufmann-Liebert zocht een goede nieuwe ontwerper voor de producten. Hoogervorst kwam niet in dienst van ANVIA maar heeft als zelfstandig ontwerper vele jaren veel van de modellen voor het bedrijf ontworpen. Het bedrijf was een van de eerste verlichtingsfabrikanten in Nederland. In de decennia na de oorlog waren er drie gespecialiseerde "grote" namen - Hala met hoofdontwerper/eigenaar Herman Busquet, ANVIA met als hoofdontwerper Jan Hoogervorst en Philips met als bekende ontwerper Louis Kalff.
De bekendste lampen die Hoogervorst voor ANVIA ontwierp zijn de 8025 vloerlamp (midden jaren 50), de 6019 tafellamp, de Sprinkhaan vloerlamp op beweegbare voet van aluminium messing en staal (1955) en de Hengellamp (1957). Door Hoogervorst brak het bedrijf dat door de oorlog stil had gelegen (de joodse oprichter was door de Duitsers vermoord in het concentratiekamp Sobibor) echt door en lampen werden verkocht bij gegoede zaken als De Bijenkorf. De ontwerpen waren functionalistisch, minimalistisch en hij ontwierp in de jaren vijftig en zestig jaarlijks een collectie hanglampen, armaturen, wandlampen en bureaulampen.  De ontwerpen kregen waardering van en ook vaak een keurmerk van de Stichting Goed Wonen.
Van zijn grotere lampontwerpen zijn er nog exemplaren overgebleven zoals de sprinkhaan en de hengellamp. De kleine lampjes waaronder de typerende driehoekige bedlampjes met verstelbaar kapje en kleine wandlampjes zijn vaak eind vorige eeuw met de vuilnisman meegegeven waardoor deze, nu ze inmiddels modern antiek zijn geworden, veel minder vaak opduiken. De kleine driehoekige bedlampjes waren geheel van metaal en daarom stonden ze er om bekend om warm te worden bij verlichting wat bij het gebruik van de originele gloeilampen wel eens problemen bij aanraking gaf. Daarom werd aanbevolen er slechts 30 watt in te zetten. Tegenwoordig is dit euvel door het gebruik van ledlampjes in de gerestaureerde exemplaren niet meer van toepassing.

### Lampontwerpen voor ANVIA
- 63801 pianolampjes, 1957
- 455/2 hanglamp, 1957
- 456/2 hanglamp, 1957
- 625/30 tafellamp, 1957
- 633/05 tafellamp 1957
- 634 tafellamp, 1957
- 1206 tafellamp 1957
- 1207 bureaulamp met bevestigingsklem 1957
- 1502 Sprinkhaan, staande vloerlamp, 1955
- 1503 Stiletto, staande vloerlamp, 1956
- 4017 Ufo hanglamp, 1960
- 4077 driehoekig schemerbedlampje
- 4101 hanglamp 1964
- 5018 Hengellamp, plafondlamp, 1957
- 5040 Hengellamp, plafondlamp, 1957
- 6019 tafellamp, jaren '50-60
- 6043 tafellamp, "horseshoe" jaren '60
- 6050 tafellamp 195?
- 6057 tafellamp 195?
- 7013 driehoekig schemerbedlampje, jaren 50-70
- 7058 wandlamp, paperclipmodel, 1950-1959
- 7078 wandlamp 1958
- 7079 wandlamp 1958
- 7092 wandlamp 1958
- 7093 wandlamp 1957
- 7101 wandlamp, paperclipmodel, jaren '60
- 7102 wandlamp, 'jaren '60
- 7104 wandlamp, jaren '60
- 7105 wandlamp, jaren '60
- 8025 vloerlamp, midden jaren '50

## Interdesign
Naast de ontwerpen voor ANVIA ontwierp Hoogervorst ook andere armaturen en ornamenten en gebruiksvoorwerpen handelend onder zijn eigen studionaam Interdesign. Hij werkte samen met bekende architecten en interieurontwerpers zoals Carel Wirtz en Kho Liang Ie en richtte zich op interieurverlichting voor theaters, congrescentra (waaronder RAI Amsterdam), kantoren, kerken, bioscopen, schepen (waaronder diverse verlichtingsarmaturen voor schepen van de Holland-Amerika Lijn zoals voor de Rotterdam toen dit verbouwd werd tot cruiseschip), ziekenhuizen en andere openbare ruimten. Zijn studio Interdesign kreeg de opdracht om in 1967 de verlichting van het nieuwe gebouw van Schiphol te ontwerpen en ook de afvalcontainers. Hoewel door de vele verbouwingen delen van zijn lichtontwerpen daar zijn verdwenen zijn de vuilniscontainers nog steeds in gebruik.
In 1972 kreeg zijn bureau de opdracht om de buitenverlichting en binnenverlichting te verzorgen voor de renovatie van het Luxor Theater (Rotterdam). De buitenverlichting werd uitgevoerd in de vorm van een afgeronde neonlicht boog en in de grote zaal kwamen lampen te hangen in een serpentineachtige boog, gelijkvormig aan de buitenverlichting, verlicht met meer dan duizend gloeilampen.

## Persoonlijk en nalatenschap
Hoogervorst was gescheiden en kreeg uit zijn huwelijk twee zoons die journalist en kunstschilder werden. Aan het eind van de jaren zeventig ging Hoogervorst samen met zijn zoon Arjen, die behalve kunstschilder ook elektrotechnisch ingenieur en distributeur voor het Britse bedrijf Thorn Lighting was, in zaken om elektronisch gestuurde podiumverlichting te importeren en ontwikkelen voor theaters. Dit zou echter van korte duur zijn. In 1980 ging hij op vakantie naar Canada om zijn geëmigreerde zus te bezoeken. Daar aangekomen zag hij mogelijkheden om als ontwerper een bedrijf te beginnen in de verlichtingsindustrie. Hij maakte teruggekomen in Nederland plannen om te emigreren maar vlak voordat hij definitief naar Canada zou gaan werd hij ongeneeslijk ziek en overleed na korte tijd.
De door hem ontworpen originele lampen werden gezochte designobjecten en ook als replica kwamen ze weer op de markt. Originele lampen worden soms gerestaureerd en opnieuw gespoten, hoewel verzamelaars van modernistisch antiek vaak niet gerestaureerde versies prefereren. In december 2022 was er een tentoonstelling van zijn schilderijen en die van zijn zoon en kleindochter in Hengelo onder de titel Drie generaties kunst en design. Zijn ontwerpen zijn opgenomen in de collectie "modern design" van het Rijksmuseum in Amsterdam.